# Dornier Do 217
Dornier Do 217 je bil dvomotorni srednji bombnik, ki ga je uporabljala nemška Luftwaffe med 2. svetovno vojno. Uporabljal se je tudi kot strmoglavec, težki lovec, izvidniško letalo in torpedni bombnik. Razvit je bil na podlagi Do 17, slednji je imel vzdevek Fliegender Bleistift (leteči svinčnik). Skupno so zgradili okrog 2000 letal Do 217. 
Do 217 velja za prvo letalo, ki je odvrglo daljinsko vodeno orožje, in sicer vodeno raketo Fritz-X.

## Specifikacije (Do 217 J-2)
Podatki iz Schmid, Jaroslav (1993). Letadla 1939–1945 Stíhací a bombardovací letadla Německa 1. díl (fighter and bomber aircraft of Germany 1939-45, part 1). Fraus. ISBN 80-85784-02-5.
Splošne karakteristike
- Posadka: 3
- Dolžina: 18,20 m (59 ft 8+1⁄2 in)
- Razpon kril: 19,00 m (62 ft 4 in)
- Višina: 5,00 m (16 ft 5 in)
- Površina kril: 57,00 m2 (613,54 ft2)
- Teža praznega letala: 9350 kg (20615 lb)
- Maks. vzletna teža: 13180 kg (29059 lb)
- Pogon letala: 2 ×  14-valjna zvezdasta motorja BMW 801A, 1560 KM (1147 kW)  vsak

 Zmogljivost 
- Maks. hitrost: 487 km/h na višini 5500 m (303 mph na višini 18045 ft)
- Doseg: 2050 km (1274 milj)
- Višina leta: 8400 m (27560 ft)

Oborožitev

- Strelno orožje: 

  - 4 × 7.92 mm (.312 in) MG 17 strojnice v nosu
  - 4 × 20 mm MG FF topovi v nosu
  - 2 × 13 mm (.51 in) MG 131 strojnici

## Specifikacije (Do 217 M-1)
Splošne karakteristike
- Posadka: 4
- Dolžina: 17,00 m (55 ft 9 in)
- Razpon kril: 19,00 m (62 ft 4 in)
- Višina: 4,96 m (16 ft 3+1⁄2 in)
- Površina kril: 57,00 m2 (613,54 ft2)
- Teža praznega letala: 9100 kg (20062 lb)
- Maks. vzletna teža: 16700 kg (36817 lb)
- Pogon letala: 2 ×  12-valjni obrnjeni v-motor DB 603A, 1750 KM (1287 kW)  vsak

 Zmogljivost 
- Maks. hitrost: 557 km/h na višini 5700 m (347 mph na višini 18700 ft)
- Potovalna hitrost: 400 km/h (248 mph)
- Doseg: 2145 km (1332 milj)
- Višina leta: 7370 m (24180 ft (z največjim tovorom))
- Hitrost vzpenjanja: 210 m/min (688 ft/min)

Oborožitev

- Strelno orožje: 

  - 4 × 7.92 mm (.312 in) MG 81 strojnice
  - 2 × 13 mm (.51 in) MG 131 strojnici
- Bombe: 

  - Največji bombni tovor: 4.000 kg (8.800 lb) - v notranjosti in na zunanjih nosilcih
  - Največji notranji tovor: 3.000 kg (6.600 lb)